# Ardeola bacchus
La garcilla china (Ardeola bacchus) es una especie de ave pelecaniforme de la familia Ardeidae. Su área de distribución se extiende desde Pakistán hasta Filipinas y desde Indonesia hasta Japón y el Pacífico ruso.

## Historia natural
En el otoño emigra hacia el sur. Habita en pantanos, lagos, ciénagas, manglares, orillas de ríos y en los sembrados de arroz. Puede tener de 4 a 5 huevos, los cuales nacen en un periodo de un mes. Cuando llega a la madurez alcanza de 43 a 45 cm de alto.